# Власова, Элеонора Евгеньевна
Элео́нора Евге́ньевна Вла́сова (1 июля 1931, Люберцы — 23 января 2014, Москва) — советская и российская балерина, педагог, Народная артистка РСФСР (1970), Лауреат Премии имени Анны Павловой (Париж, 1964).

## Биография
Родилась 1 июля 1931 года в Люберцах (Московская область).
По окончании Московского хореографического училища (педагог Мария Кожухова, Мария Леонтьева) в 1949 году поступила в Московский академический музыкальный театр имени К. С. Станиславского и Вл. И. Немировича-Данченко,
Танцевала в классических и современных постановках в репертуаре театра. Дебютировала в партии Ванечки («Доктор Айболит», 1950).
Первая исполнительница партий:
- 1955 — Лауренсия («Дочь Кастилии», балетмейстер А. В. Чичинадзе)
- 1958 —Русалка («Охридская легенда», балетмейстер В. П. Бурмейстер, А. В. Чичинадзе, Н. Г. Гришина)
- 1958 — Гюдьнара («Корсар», балетмейстер Н. Г. Гришина)
- 1960 — Франческа («Франческа де Римини», балетмейстер А. В. Чичинадзе)
- 1961 — Нина («Маскарад», балетмейстер И. В. Смирнов)
- 1963 — Купава («Снегурочка», балетмейстер В. П. Бурмейстер)
- 1964 — Солистка («Болеро», балетмейстер В. П. Бурмейстер)
- 1967 — Дуняша («Красные дьяволята», балетмейстер В. П. Бурмейстер)
- 1971 — Фея («Золушка», балетмейстер А. В. Чичинадзе)
- 1977 — Марья («Степан Разин», балетмейстер А. В. Чичинадзе)

Исполняла главные партии в спектаклях:
- Медора и Гюльнара («Корсар»)
- Актриса («Штраусиана»)
- Одетта и Одиллия («Лебединое озеро»)
- Эсмеральда («Эсмеральда»)
- Мисс Пейдж («Винзорские проказницы»)

В концертном репертуаре Элеоноры Власовой
- «Вешние воды» Асафа Мессерера на музыку Рахманинова
- «Слепая девушка», на музыку Лядова

Для творчества Элеоноры Власовой характерно подчинение всех средств хореографии раскрытию внутренней жизни героинь. Такой образ, как Жанна Д'Арк, в одноимённом балете В. П. Бурмейстера на музыку Н.Пейко.

«…Элеонора Власова безупречно владеет техникой и всеми средствами хореографии. Образы её героинь одухотворённые, с глубоким внутренним миром…»— Е.Н.Дюкина
- В 1981 году балетмейстер Юрий Шерлинг поставил для Элеоноры Власовой балет «Последняя роль», в котором она исполнила роль Балерины[4]. Музыку к спектаклю написал Шерлинг.
- С 1980 по 1985 годы Элеонора Власова — балетмейстер и педагог Еврейского музыкального театра в Москве, созданного Юрием Шерлингом в 1977 году впервые со времён закрытия Государственного еврейского театра, (в 1950 году).
- В 1985 году Элеонора Евгеньевна окончила балетмейстерский факультет ГИТИСа.
- 1985 — Педагог — балетмейстер Московского детского музыкального театра Натальи Сац.

Преподавала в Чикаго в Academy of Ballet.
Скончалась 23 января 2014 года в Москве на 83-м году жизни.
Прощание с Элеонорой Власовой состоялось 25 января с 11 часов в Музыкальном театре имени Станиславского и Немировича-Данченко. 
Похоронена на Кунцевском кладбище в Москве (1 уч.).

## Фильм
Творчеству Элеоноры Власовой посвящён телефильм-концерт «Танцует Элеонора Власова» (1972)

## Награды и звания
- 1957 — Заслуженная артистка РСФСР
- 1964 — Лауреат Премии имени Анны Павловой, Париж
- 1970 — Народная артистка РСФСР